# Эйнсли, Джеки
Дже́ки Э́йнсли (англ. Jacqui Ainsley; 28 ноября 1981, Саутенд-он-Си, Эссекс, Англия, Великобритания) — британская фотомодель. В настоящее время работает в модельном агентстве Premier Model Management, расположенном в Лондоне, Великобритания.

## Биография
Родилась и выросла в Эссексе. Её родители, отец Роберт и мать Джанет, — педагоги.
В роли модели Эйнсли дебютировала в клипе на песню «Colourblind» Дариуса Данеша. После успеха, связанного с клипом, модель снималась в рекламе и фотографировалась для обложек популярных журналов.

## Личная жизнь
С 30 июля 2015 года замужем за режиссёром Гаем Ричи, с которым она встречалась 5 лет до их свадьбы. У супругов есть трое детей: сын Рафаэль Ричи (род. 5 сентября 2011), дочь Ривка Ричи (род. 29 ноября 2012) и ещё один сын — Леви Ричи (род. 8 июня 2014).